# Растичево (Грачац)
Растичево је насељено мјесто у општини Грачац, југоисточна Лика, Република Хрватска.

## Географија
Растичево је удаљено око 29 км југоисточно од Грачаца.

## Историја
Растичево се од распада Југославије до августа 1995. године налазило у Републици Српској Крајини.

## Становништво
Према попису из 1991. године, насеље Растичево је имало 77 становника, међу којима је било 76 Срба и 1 осталих. Према попису становништва из 2011. године, насеље Растичево је имало 4 становника.
| Националност       | 1991. | 1981. | 1971. | 1961. |
| Срби               | 76    | 92    | 266   | 307   |
| Југословени        |       | 24    |       |       |
| Хрвати             |       |       |       | 4     |
| остали и непознато | 1     | 2     | 2     | 2     |
| Укупно             | 77    | 118   | 268   | 313   |

| Демографија | Демографија | Демографија |
| Година      | Становника  | Становника  |
| ----------- | ----------- | ----------- |
| 1961.       | 313         |             |
| 1971.       | 268         |             |
| 1981.       | 118         |             |
| 1991.       | 77          |             |
| 2001.       | 4           |             |
| 2011.       |             | 4           |